# Max Krott
Max Krott (* 25. Jänner 1955 in Wien) ist ein österreichischer Forstwissenschaftler und Politologe.
Seit 1995 leitet er die Abteilung Forst- und Naturschutzpolitik und Forstgeschichte des Burckhardt-Instituts der Fakultät für Forstwissenschaften und Waldökologie der Georg-August-Universität Göttingen.

## Leben

### Ausbildung
Max Krott wurde am 25. Januar 1955 in Wien geboren. Dort studierte er ab 1974 Forstwirtschaft an der Universität für Bodenkultur (BOKU) und schloss 1979 als Diplom-Ingenieur ab. Er blieb als Universitätsassistent an der BOKU, die ihn 1982 mit der Dissertation Die regionalwirtschaftliche Bedeutung der Holzwirtschaft in Österreich. Raumwirksamkeit – Bestimmungsfaktoren – Einsatzmöglichkeiten auch zum Doktor der Bodenkultur (Dr. nat. techn.) promovierte. Die Habilitation folgte 1988 mit der Schrift Forstliche Raumplanungspolitik. Praxis und Zukunft des österreichischen Waldentwicklungsplanes. Ergänzend absolvierte Krott zudem ein Studium der Politikwissenschaften am Institut für Höhere Studien in Wien, das er 1983 mit der Verleihung des Diploms zum Magister (Mag. Phil.) abschloss.

### Beginn der akademischen Karriere
1986 erhielt Max Krott die große Lehrbefugnis für Forst- und Holzwirtschaftspolitik sowie forstliche Raumplanung und wurde zum Assistenzprofessor für diese Fachgebiete ernannt, die er bis 1994 an der BOKU las. Außerdem übernahm er in Wien für Studenten der Landschaftsplanung auch die Vorlesung „Politik natürlicher Ressourcen“.
In diesen Jahren trat Krott intensiv als Berater der Forstpraxis in Erscheinung. So wirkte er unter anderem an der ministeriellen Arbeitsgruppe forstliche Raumplanung mit und leitete innerhalb der Internationalen Alpenschutzkommission (CIPRA) Österreich den Arbeitskreis „Wald, Wild, Weide“. Auf die Umbrüche in Osteuropa ab 1989 reagierte Krott mit der Gründung des Europaforums Forstverwaltung, bei dem sich seit 1991 alljährlich Vertreter der Forstverwaltungen der europäischen Länder mit Wissenschaftlern treffen, um gemeinsam nach Lösungen für Verwaltungsprobleme zu suchen.
Krott leitete den Umweltrat der BOKU und beriet das österreichische Bundesministerium für Land- und Forstwirtschaft, Umwelt und Wasserwirtschaft in Fragen der Umwelt- und Naturschutzpolitik.

### Wechsel nach Deutschland
Mit der Vertretung der Lehre im Fach Forstpolitik an der Ludwig-Maximilians-Universität München im Jahr 1994 wandte sich Max Krott schließlich stärker der deutschen Forstwirtschaft zu. 1995 nahm er den Ruf der Georg-August-Universität Göttingen an, als Nachfolger Rolf Zundels den Lehrstuhl für Forst- und Naturschutzpolitik sowie Politikwissenschaft der Forstlichen Fakultät zu übernehmen, verbunden mit der Leitung des Instituts für Forstpolitik, Forstgeschichte und Naturschutz. Seither lehrt und forscht er dort als ordentlicher Universitätsprofessor. Das Institut wurde 2007 im Zuge einer Umstrukturierung der Fakultät zur Abteilung Forst- und Naturschutzpolitik und Forstgeschichte innerhalb des Burckhardt-Instituts.

### Tätigkeiten auf nationaler und internationaler Ebene
Bereits in seiner Wiener Zeit als Assistenzprofessor hatte Krott seine Tätigkeiten zunehmend auch auf die internationale Ebene ausgeweitet. Er nahm verschiedene Forschungs- und Lehraufenthalte in den USA (1988, 1990 und 1992), Finnland (1989), Russland (1996 und 2000) und Japan (1995) wahr.
Max Krott wirkte zwischen 1980 und 2000 in einer ganzen Reihe von Institutionen der Forschungsselbstverwaltung mit. Seit 1996 ist er Mitglied des Leitungsteams der International Union of Forest Research Organizations (IUFRO) und seit 1998 auch Mitglied des Scientific Advisory Boards des Europäischen Forstinstitutes. Darüber hinaus war er von 2001 bis 2010 Vorsitzender des Kuratoriums der Forstlichen Versuchs- und Forschungsanstalt Baden-Württemberg.
Neben zahlreichen Publikationen in Fachzeitschriften und mehrerer eigener Buchveröffentlichungen betätigte sich Max Krott auch umfangreich als Herausgeber wissenschaftlicher Sammelwerke – insbesondere zu IUFRO-Tagungen – und ist seit 1999 Chefredakteur des internationalen Journals Forest Policy and Economics.
Krott lebt in Göttingen. Dort engagiert er sich gesellschaftlich unter anderem als Rotarier und war 2008/2009 Präsident des Rotary-Clubs Göttingen.

### Forschungsschwerpunkte
Zu Krotts Forschungsschwerpunkten gehören Politikfeldanalysen in Forstwirtschaft und Naturschutz. Diese beschreibt die verschiedenen Akteure rund um Wald und Natur, analysiert ihre Konflikte und zeigt Lösungsmöglichkeiten auf. Krott hat mehrfach wissenschaftliche Analysen diesbezüglicher Fallstudien vorgelegt, so Forststraßenbau in Ökozeiten. Fallstudie zu einem Bürgerprotest in Klosterneuburg (1991, zusammen mit Rüdiger Maier) und Management vernetzter Umweltforschung. Wissenschaftspolitisches Lehrstück Waldsterben (1994). International bekannt ist er nicht zuletzt durch sein Lehrbuch Politikfeldanalyse Forstwirtschaft. Eine Einführung für Studium und Praxis (2001), das 2005 auch in einer englischsprachigen Übersetzung erschien (Forest Policy Analysis).
Krott arbeitet zudem zur nationalen und internationalen Forstpolitik und untersucht Naturschutzpolitik analytisch national und international im Bezug auf Biodiversität. Ein weiteres Arbeitsfeld ist die Wissenschaftspolitik und die Frage, wie Erkenntnisse aus der Wissenschaft in gesellschaftliche Zusammenhänge transferiert werden (knowledge transfer).

## Schriften

### Eigene wissenschaftliche Bücher
- Die regionalwirtschaftliche Bedeutung der Holzwirtschaft in Österreich. Raumwirksamkeit – Bestimmungsfaktoren – Einsatzmöglichkeiten, Dissertationsschrift, Wien 1982 (ISBN 3-85369-526-4)
- Forstliche Raumplanungspolitik. Praxis und Zukunft des österreichischen Waldentwicklungsplanes, Habilitationsschrift 1988, Forstliche Schriftenreihe (Band 2), Wien 1989 (ISBN 3-900865-01-9)
- Öffentliche Verwaltung im Umweltschutz. Ergebnisse einer behördenorientierten Policy-Analyse am Beispiel Waldschutz, Studienreihe Konfliktforschung (Band 5), Wien 1990 (ISBN 3-7003-0863-9)
- zusammen mit Rüdiger Maier: Forststraßenbau in Ökozeiten. Fallstudie zu einem Bürgerprotest in Klosterneuburg, Schriftenreihe des Instituts für forstliche Betriebswirtschaft und Forstwirtschaftspolitik (Band 10), Wien 1991
- als Mitverfasser: Defensivkosten zugunsten des Waldes in Österreich, Forschungsbericht, Wien 1992
- zusammen mit F. Traxler: Verbandsorganisation im Umweltschutz, Strategische Entwicklungsalternativen, Wien 1993
- Management vernetzter Umweltforschung. Wissenschaftspolitisches Lehrstück Waldsterben, Studien zu Politik und Verwaltung (Band 49), Wien, Köln und Graz 1994 (ISBN 3-205-98129-4)
- als Mitverfasser: Forstorganisationen im Leistungsvergleich – Entwicklungsalternativen, Gotha 1997
- als Mitverfasser: Policies for Sustainable Forestry in Belarus, Russia und Ukraine, European Forest Institute research report (No. 9), Leiden, Boston und  Köln 2000 (ISBN 90-04-11639-7)
- Politikfeldanalyse Forstwirtschaft. Eine Einführung für Studium und Praxis, Berlin 2001 (ISBN 3-8263-3274-1) – englische Übersetzung von Renée von Paschen unter dem Titel Forest Policy Analysis, Dordrecht 2005, ISBN 1-4020-3478-4, ISBN 978-1-4020-3478-7, ISBN 1-4020-3485-7 oder ISBN 978-1-4020-3485-5)
- Controlling für Programmforschung, Forschungsprogramm Kulturlandschaft (Nr. 19), Wien 2005 (ISBN 3-85224-123-5)
- zusammen mit Michael Böcher: Umsetzung des Konzepts einer modernen Ressortforschung im Geschäftsbereich des BMU, Dessau-Roßlau 2010

### Als Herausgeber
- zusammen mit B. Illyés: Lösungsbeiträge und Erfolgsbedingungen forstlicher Organisationen. Vergleich zwischen Ost- und Westeuropa, Sopron 1991
- zusammen mit J. Matejicek: Die Bedeutung von Planung für die Praxis der Staatsforstverwaltung. Vergleich zwischen Ost- und Westeuropa, Prag 1992
- zusammen mit J. Smykala: Beziehungen der Staatsforstverwaltung zur Naturschutzverwaltung. Vergleich europäischer Staaten, Warschau 1993
- zusammen mit J. Tutka: Öffentlichkeitsarbeit der Staatsforstverwaltung. Vergleich europäischer Staaten, Zvolen 1994 (ISBN 80-967140-4-X)
- zusammen mit Alexander Riedel: Finanzielle Förderung als Instrument der Staatsforstverwaltung. Vergleich europäischer Staaten, Dresden 1995 (erschienen 1996)
- zusammen mit Gy. Marosi und János Gólya: Beziehungen der Staatsforstverwaltung zu privaten Waldeigentümern und deren Verbänden. Praxisvergleich in Europa, Göttingen 1996 (ISBN 963-7349-08-1)
- zusammen mit N. A. Moiseev und Klaus von Gadow: Planning and Decision-Making for Forest Management and the Market Economy, Göttingen 1997
- zusammen mit G. Bloetzer: Die Rolle der Staatsforstverwaltung in den waldbezogenen Planungen, Göttingen 1998
- zusammen mit K. Nilsson: Urban Forestry. Multiple-Use of Town Forests in International Comparison, Wuppertal 1998
- zusammen mit A. Kermavnar und D. Matijasic: Reform der Staatsforstverwaltung – Erfahrungen und Zukunftskonzepte im europäischen Vergleich, Laibach 1998
- zusammen mit W. Meyer: Staatsforstverwaltungen und Europäische Union, Sopron 2000
- zusammen mit Michael Suda: Befragung als Methode der Sozialforschung in der Forstwissenschaft, Schriften aus der Forstlichen Fakultät der Universität Göttingen und der Nordwestdeutschen Forstlichen Versuchsanstalt (Band 132), Frankfurt am Main 2001 (ISBN 3-7939-5132-4)
- Strategien der staatlichen Forstverwaltung – Praxiserfahrungen im europäischen Vergleich 1991-2000, European Forest Institute Proceedings (Nr. 40), 2001
- zusammen mit Michael Suda: Macht Wissenschaft Politik? Erfahrungen wissenschaftlicher Beratung im Politikfeld Wald und Umwelt, Wiesbaden 2007 (ISBN 978-3-531-15369-8 oder ISBN 3-531-15369-2)
- zusammen mit Michael Böcher und Sebastian Tränkner: Regional Governance und integrierte ländliche Entwicklung. Ergebnisse der Begleitforschung zum Modell- und Demonstrationsvorhaben „Regionen Aktiv“, Wiesbaden 2008 (ISBN 978-3-531-91100-7)